# Polopropustná membrána

Semipermeabilní membrána (žlutě) v průběhu hemodialýzy

Semipermeabilní membrána (polopropustná membrána) je membrána, která propouští pouze některé molekuly nebo ionty.
Propustnost obvykle závisí na fyzikálních a chemických vlastnostech prostředí na obou stranách membrány a membrány samotné. Umožňuje jev zvaný osmóza. Příkladem semipermeabilní membrány je například dialyzační membrána. Cytoplazmatická membrána je selektivně propustná, nikoliv semipermeabilní.